# Andrews Peaks
Andrews Peaks är en bergstopp i Antarktis. Den ligger i Västantarktis. Inget land gör anspråk på området. Toppen på Andrews Peaks är 777 meter över havet.
Terrängen runt Andrews Peaks är platt österut, men västerut är den kuperad. Trakten är obefolkad. Det finns inga samhällen i närheten. 